# Minbari
Los Minbari son una raza ficticia de alienígenas humanoides del universo de ciencia ficción Babylon 5, creado por J. Michael Straczynski.

## Origen
Los Minbari proceden de Minbar, el séptimo planeta que órbita el sistema binario Chi Draconis. En medidas terrestres, Minbar se encuentra a 25,11 años luz de la Tierra; su periodo de revolución es de 548 días y el de rotación de 20 horas y 47 minutos. El planeta tiene dos lunas y su atmósfera está formada principalmente por oxígeno y nitrógeno. Geológicamente el 40% de su superficie es acuática, con un 23% del hemisferio norte cubierto por el hielo; el resto de la superficie está compuesto principalmente por depósitos cristalinos y minerales. La gravedad es algo superior a la terrestre (1.1g). El planeta es algo más grande y frío que la Tierra, siendo muy poca la variedad de especies que habitan en él.

## Historia

### Primer Triunvirato
Los Minbari son la más antigua y tecnológicamente avanzada de las razas más jóvenes que surcan el espacio. Los inicios de su historia fueron enfrentamientos entre familias y clanes nómadas por los escasos recursos naturales existentes. Esta primera etapa es conocida como Primer Triunvirato; durante este periodo el sistema de castas era la única forma de gobierno dentro de los clanes. Según los clanes dependían más de la búsqueda y cultivo de recursos o del enfrentamiento y la guerra con otros clanes, aquellos pertenecientes a la casta constructora (obrera) o guerrera obtenían posiciones más privilegiadas dentro de su propio clan. La Casta Religiosa, compuesta de individuos más intelectuales, creativos y espirituales, era muy reverenciada y servía de arbitraje en los conflictos internos entre las otras castas. Durante este periodo de veinticinco mil años, se forjaron en las familias las filosofía del sacrificio personal en pos del bien común.

### Segundo Triunvirato
Cuando veinte clanes decidieron unirse en paz y fundaron la ciudad Entilza en la cima de las montañas del valle de Tuquali se dio inicio al Segundo Triunvirato. De todo Minbar se unieron múltiples clanes, incitados por sus castas religiosas, para ayudar en la construcción de la ciudad. Pero esta nueva era de paz y prosperidad propició la ascensión al poder de la Casta Religiosa, hasta que la ciudad fue atacada por guerreros de clanes enemigos. En ese punto la Casta Guerrera se hizo con el control pese a la oposición de la Casta Religiosa. Tras derrotar a sus enemigos la Casta Guerrera se negó a restituir el poder a la Casta Religiosa; esto derivó en décadas de enfrentamientos que llevaron a la ruina a la ciudad y al valle. Los clanes se separaron, pero se fundaron nuevas ciudades y durante quince mil años los conflictos fueron continuos.

### Tercer Triunvirato
Cuando los seres humanos aún estaban en la Edad del Bronce los Minbari ya alcanzaron el nivel tecnológico para viajar por el espacio. Las guerras entre naciones y tensiones intermas entre castas seguían siendo habituales. El tercer triunvirato comenzó con la explotación y colonización del sistema solar Minbari. Durante cuatrocientos años se colonizaron once lunas y planetas de su sistema solar. Poco después de comenzar su expansión a otros mundos los Vorlon contactaron con los Minbari y les ayudaron a dar un gran salto tecnológico.

### La primera guerra contra las Sombras
Tras pasar doscientos años del primer contacto con los Vorlons, los Minbari se vieron envueltos en una guerra contra un poderoso enemigo: las Sombras. Durante la guerra, los Minbari forjaron alianzas con otras civilizaciones, pero las Sombras fueron exterminándolas una tras otra, hasta que la principal base espacial de los Minbari fue destruida, dejando en peligro la supervivencia de su civilización. Sin embargo en un inexplicable giro del destino, un reemplazo para la base Minbari apareció de la nada, y con ella la figura Minbari más importante de su historia: Valen.

### Valen y el fin de la guerra
Con la ayuda de Valen y el uso de esa inesperada nueva Base, los Minbari consiguieron fortalecerse hasta poder avanzar en la guerra contra las Sombras. El origen o linaje de Valen era desconocido y no se identificaba con ninguna de las castas, hasta tal punto que él eludió los conflictos internos entre las castas y de miembros de todas ellas creó los Anla'Shok (Los Rangers). Tras años de batallas los Minbari y sus aliados consiguieron expulsar a las Sombras, pagando un alto precio en forma de planetas y civilizaciones aniquiladas o arrasadas hasta dejarlos en un estado tecnológico primitivo.
Tras la guerra los Minbari se encontraron siendo la civilización más poderosa en su región. Valen se interpuso en los continuos enfrentamientos entre castas y los guio para acabar con esa violencia y dar paso a una sociedad equilibrada y gobernada desde ese equilibrio y no por la fuerza de las armas.

### El Consejo Gris y la nueva sociedad Minbari
Para lograr el equilibrio en el poder, Valen creó como órgano rector al Consejo Gris. El Consejo Gris está formado por tres miembros de cada una de las tres castas, equilibrando el ejercicio del poder. De esta nueva visión de la sociedad en los Minbari surgió una nueva cultura más orientada a la espiritualidad y al servicio a los demás lo que también frenó el expansionismo planetario a pesar de su superioridad. Los Minbari se cerraron a la relación con otras civilizaciones y aquellas que querían relacionarse con ellos eran rechazadas aquellas con ansia de conquista, derrotadas.
Valen creó los cimientos de la sociedad moderna de los Minbari y antes de desaparecer profetizó un milenio de paz, tras esos mil años las Sombras habrían de volver de nuevo trayendo el caos y la guerra. Los Minbari recordaron bien la profecía y, en su hermetismo, se prepararon para ese momento.

### El encuentro y la guerra con los humanos
Cuando casi los mil años habían pasado los Minbari tuvieron su primer contacto con los humanos. En un encuentro casual entre una flota Minbari y una misión de exploración de la Tierra. La flota Minbari se acercó con sus puertos de disparo abiertos como señal de respeto hacia la flota terrestre. Sin embargo, la flota de la Tierra interpretó este gesto como un inicio de hostilidades y disparó contra los Minbari, dañando su nave insignia y matando al líder Minbari, Dukhat. Esta afrenta unió a toda la sociedad Minbari en una guerra contra la Tierra, una guerra en la cual la flota terrestre fue perdiendo batalla tras batalla durante tres años. Finalmente la flota Minbari llegó a las inmediaciones de la Tierra. Los humanos reunieron las escasas fuerzas que quedaban para afrontar la última batalla antes de su exterminio. Esta batalla se conoce como Batalla de la Línea y en ella una gran flota de cruceros Minbari, aniquilando a casi la totalidad de las veinte mil naves de pequeño y mediano tamaño que la Tierra utilizó como desesperada flota defensiva. Durante la batalla, los Minbari capturaron e interrogaron al Comandante Jeffrey Sinclair del cual obtuvieron gran información sobre los humanos, incluidos datos sorprendentes para ellos, y descubriendo que tras mil años la raza de los Minbari y los humanos estaba mucho más unida de lo que hubieran imaginado.
Y así fue que, en el albor mismo de la victoria, con la Tierra al borde de su exterminio, la flota Minbari se rindió inexplicablemente. Solo los miembros del Consejo Gris sabían la causa por la que ordenaron esa rendición; el resto de la sociedad Minbari, y en especial los miembros de la Casta Guerrera se ofendieron grandemente ante esta decisión que, sin embargo, acataron.

### La alianza con La Tierra y la estación Babylon 5
Tras la guerra los Minbari se abrieron más a las relaciones con otras civilizaciones, comprendiendo que la cooperación con ellas era primordial para preparar el cumplimiento de la profecía de Valen. Para ello patrocinaron junto con la Tierra el proyecto Babylon que consistía en la construcción de una estación espacial en espacio neutral donde representantes de todas las civilizaciones pudieran coexistir y dirimir sus diferencias políticas; los Minbari solo exigieron que la estación estuviera dirigida por el Comandante Sinclair.
Las cuatro primeras estaciones desaparecieron, fueron destruidas o saboteadas. Babylon 5 fue la estación donde se dio forma a ese proyecto de convivencia. Delenn, una Minbari de la Casta Religiosa fue asignada como embajadora de Minbar en Babylon 5.

### El regreso de las Sombras
La estación Babylon 5 resultó ser el punto de apoyo imprescindible para afrontar el cumplimiento de la profecía de Valen. Las sombras regresaron y los Minbari tuvieron que hacer valer sus alianzas para enfrentar la guerra. Durante la guerra los rencores acumulados entre Humanos y Minbari tras la guerra entre ambas civilizaciones propició la división en el seno de la sociendad Minbari. La guerra civil provocó la disolución y reforma del Consejo Gris en 2261, para lo cual Delenn (miembro del consejo gris por la casta Religiosa) debió intervenir frenando la influencia de las castas guerrera y religiosa mediante la reducción de su presencia en el Consejo a dos miembros por casta, e impulsando el papel de la Casta Trabajadora con cinco miembros bajo la consigna "ellos construyen los templos en los que oramos y las naves en las que peleamos".
Tras la guerra contra las Sombras, los Minbari reforzaron aún más su relación con las civilizaciones supervivientes siendo unos de los fundadores de la nueva Alianza Interestelar

## Gobierno
El órgano principal del gobierno de los Minbari es el Consejo Gris. El Consejo Gris fue creado por Valen con tres miembros de cada una de las tres castas más un décimo en calidad de asesor o árbitro. Sus decisiones son acatadas invariablemente por las tres castas, incluso aunque ello suponga perjuicio para los intereses de alguna de ellas. El consejo siempre se reúne en secreto y solo están presentes sus miembros aunque, ocasionalmente, puede estar presente alguien invitado si se considera relevante para los asuntos a tratar. A fin de no mostrar preferencia sobre ninguna región de Minbar, las reuniones del Consejo Gris se realizan en una nave en órbita sobre el planeta.
Existe también la figura de "El Elegido", que puede o no ser miembro del Consejo Gris. El Elegido es la cabeza visible del gobierno Minbari aunque su influencia sobre el Consejo no está regulada y depende sobre todo de su personalidad y carisma. Cuando muere, es tradición esperar diez ciclos (unos 14 años terrestres) para elegir al siguiente. El último Elegido con auténtico poder fue Dukhat.
Cada casta tiene su propia estructura gubernamental y sus líderes, denominados Ancianos, responden y acatan los dictados del Consejo Gris.

## Religión
Todos los Minbari profesan la misma religión, pero los actos ceremoniales los efectúan principalmente los miembros de la Casta Religiosa.
La religión Minbari se basa en el concepto de que el alma es una proyección de una parte del alma universal; esto es, el universo es un ente consciente de sí mismo, continuamente entregado a la búsqueda de su propio conocimiento. Como resultado de esta búsqueda de sí mismo el universo se proyecta, se divide y une, generando las galaxias, estrellas, los planetas y los seres vivos. Para los Minbari, los seres vivos tienen un alma inmortal, cada raza diferente tiene una forma particular de alma. Para los Minbari su propia forma de alma la consideran más elevada y evolucionada que la del resto de las razas; cuando un Minbari fallece su alma se une a la de todos los Minbari muertos, formando un lecho de almas a partir del cual surgen nuevas almas para los Minbari que nacen, de forma que cada Minbari que nace posee un alma más avanzada por la perfección heredada por las almas de donde procede. Por esta creencia de la transmigración de almas, el privar a un alma de unirse a las otras almas o retenerla de alguna forma, es un atentado sobre el conjunto de las almas y futuros nacidos Minbari, de ahí el odio histórico de los Minbari hacia los Cazadores de Almas.

## Sociedad
La sociedad Minbari está basada en la estructura de castas. Cada Minbari pertenece a una de las tres castas: Religiosa, Guerrera o Trabajadora. Cada casta tiene su propia estructura institucional y jerárquica, respondiendo las tres ante el Consejo Gris. Dentro de las castas hay clanes y dentro de los clanes familias. Los individuos Minbari se adhieren a la casta por la que sienten mayor afinidad; al Minbari se le asigna un tutor de la casta de la cual siente afinidad para orientarle y guiarle en la autenticidad de esa afinidad y, si esta es verdadera el Minbari será miembro de dicha casta.
Las tradiciones y normas de convivencia Minbari están basadas en las enseñanzas de Valen. Una de las reglas principales entre los Minbari es que los Minbari no matan a otros Minbari. Esta es una norma que se ha seguido a rajatabla desde tiempos de Valen. También es destacable el hecho de que los Minbari no mienten casi nunca; para mantener su honor deben decir la verdad o callar. Sin embargo pueden distorsionar la verdad si con ello pueden evitar la deshonra a su clan, casta o familia.
Los Minbari son monógamos y, aunque tienen libertad para elegir pareja, ésta suele ser de la misma casta. Los matrimonios Minbari han de contar tradicionalmente con la bendición de algún líder de la casta. Los Minbari no se divorcian y, en caso de fallecimiento de la pareja, raramente vuelven a casarse con otro individuo.
La telepatía es considerada un don entre los Minbari. Los telépatas Minbari orientan su vida y su don al servicio y ayuda a los demás, siendo educados y formados dentro de la estructura de la Casta Religiosa. Altamente estimados son también aquellos que dedican su vida a la búsqueda de algo o alguien relevante para la propia persona, aunque esa búsqueda pueda parecer absurda a los ojos de terceros.
Los Minbari han desarrollado gran maestría en las artes y el misticismo y su vida está rodeada de multitud de ritos para todo tipo de ocasiones. Los Minbari utilizan tres idiomas principales: Lennau, Vik, y Adronato. Estos idiomas están divididos es noventa y siete dialectos. Las relaciones interpersonales están marcadas por el respeto a los miembros del clan, de la casta o aquellos Minbari reverenciados por su sabiduría. 

## Biología
Los Mimbari son, en apariencia muy parecidos a los humanos. La característica física más destacable en los adultos es la presencia de una estructura ósea en la parte posterior de la cabeza. Este hueso no está presente en los Minbari recién nacidos sino que se desarrolla con el paso de los años, haciéndose más grande conforme avanzan en edad. Muchos Minbari tallan y pulen esta estructura ósea, salvo en la Casta Guerrera, donde sus individuos dejan que crezca naturalmente, formando picos y con una apariencia más agresiva. Las mujeres Minbari tienen una cresta ósea menos prominente y de formas más suaves y armoniosas.
La piel de los Minbari es clara; no tienen pelo, excepto en el género masculino donde puede desarrollarse vello facial que generalmente se afeitan. Miles de años de mestizaje han llevado a una uniformidad en los rasgos físicos, sin que se puedan considerar subdivisiones en razas. Los Minbari suelen tener menor estatura que los humanos y, aunque en apariencia son delgados y estilizados, tienen gran capacidad física, soportando heridas y el dolor hasta umbrales superiores al de los humanos, lo cual los hace excelentes combatientes. El clima frío de Minbar, sin embargo, los ha hecho menos adaptativos a los cambios y subidas de temperatura. Igualmente aunque son resistentes a enfermedades y venenos, el alcohol les provoca paranoias y los hace psicóticamente violentos.
Los Minbari son mamíferos, su sangre es roja y su sistema cardiovascular es semejante al humano en funcionamiento, pero con mayor flujo sanguíneo. Su forma de reproducción es también semejante al de los humanos, aunque las mujeres Minbari no tienen menstruación y el nacimiento de gemelos o trillizos es extremadamente raro. Los sentidos del gusto, olfato y oído de los Minbari están menos desarrollados que los de los humanos. A pesar de ser la raza más parecida biológicamente, el sistema reproductivo Minbari no es compatible con el Humano.

## Miscelánea
- Su sistema numérico tiene base once.
- Los Minbari duermen en camas con una inclinación de 45°, ya que consideran la postura horizontal "tentar a la muerte".
- En el (extraordinario) caso de que un Minbari mate a otro, se exilia al asesino a una de las lunas del planeta donde vivirá el resto de sus días, posiblemente sin cruzarse con nadie.
- Alfabeto Minbari.